# Estefanía Torres Martínez
Estefanía Torres Martínez (Cudillero, 1982) és una política espanyola. És eurodiputada de Podem (GUE-NGL) des de març de 2015. Estefanía Torres, que ocupava el vuitè lloc en la llista de Podem a les eleccions europees de 2014, accedeix al seu escó quan Pablo Echenique deixa la seva posició al Parlament Europeu per presentar-se com a candidat a la presidència de la Junta d'Aragó en les eleccions municipals de maig de 2015. Estefanía Torres és membre titular de la comissió de Medi Ambient, Salut Pública i Seguretat Alimentària i membre suplent de la comissió d'Agricultura i Desenvolupament Rural.